# Pseudotrimezia fulva
Pseudotrimezia fulva är en irisväxtart som beskrevs av Pierfelice Ravenna. Pseudotrimezia fulva ingår i släktet Pseudotrimezia och familjen irisväxter. Inga underarter finns listade i Catalogue of Life.